# Stephanopis renipalpis
Stephanopis renipalpis là một loài nhện trong họ Thomisidae.
Loài này thuộc chi Stephanopis. Stephanopis renipalpis được Cândido Firmino de Mello-Leitão miêu tả năm 1929.